# Durgapudźa

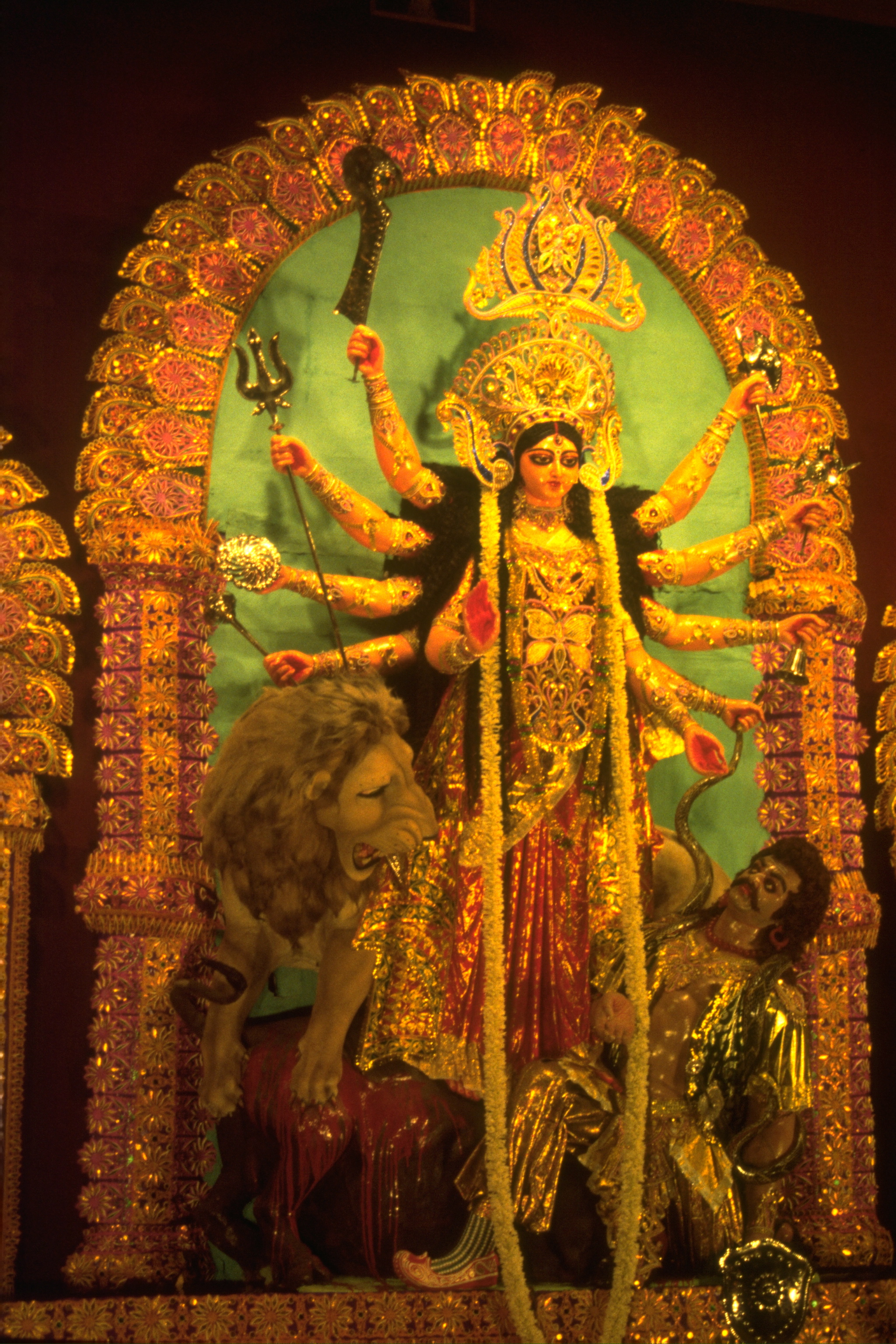
Durgapudźa w Kalkucie

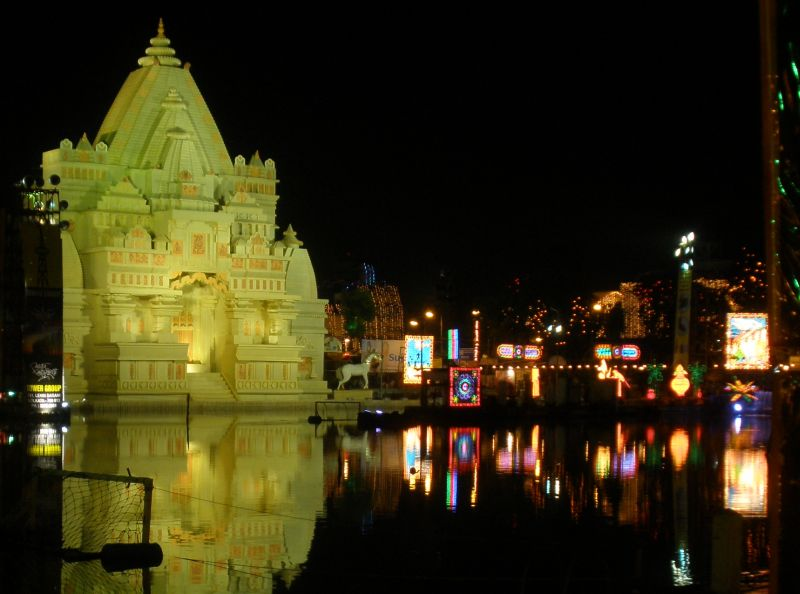
Pandal bogini Durgi

Durgapudźa (beng. দুর্গা পূজা, także Durgotsab দুর্গোৎসব, ang. Durga Puja, „święto Durgi”, sanskr. दुर्गापूजा, trl. durgāpūjā) – największe święto hinduskie we wschodnich Indiach, obchodzone również w Nepalu i Bangladeszu.
Dokładna data święta jest wyznaczana na podstawie tradycyjnego bengalskiego kalendarza lunarnego.
Połowa miesiąca, podczas której wypada święto, nazywana jest Debi Pokkho (beng. দেবী পক্ষ trl. Devi pakṣa, „Dwa tygodnie Bogini”). Z największym rozmachem święto jest obchodzone w Kalkucie, gdzie buduje się specjalne pawilony-świątynie zwane pandal, w których znajdują się wizerunki bogini.

## Galeria

Obchody Durgapudża w Ballygunge zorganizowane przez stowarzyszenie Ballygunge Cultural Association w 2009 r.
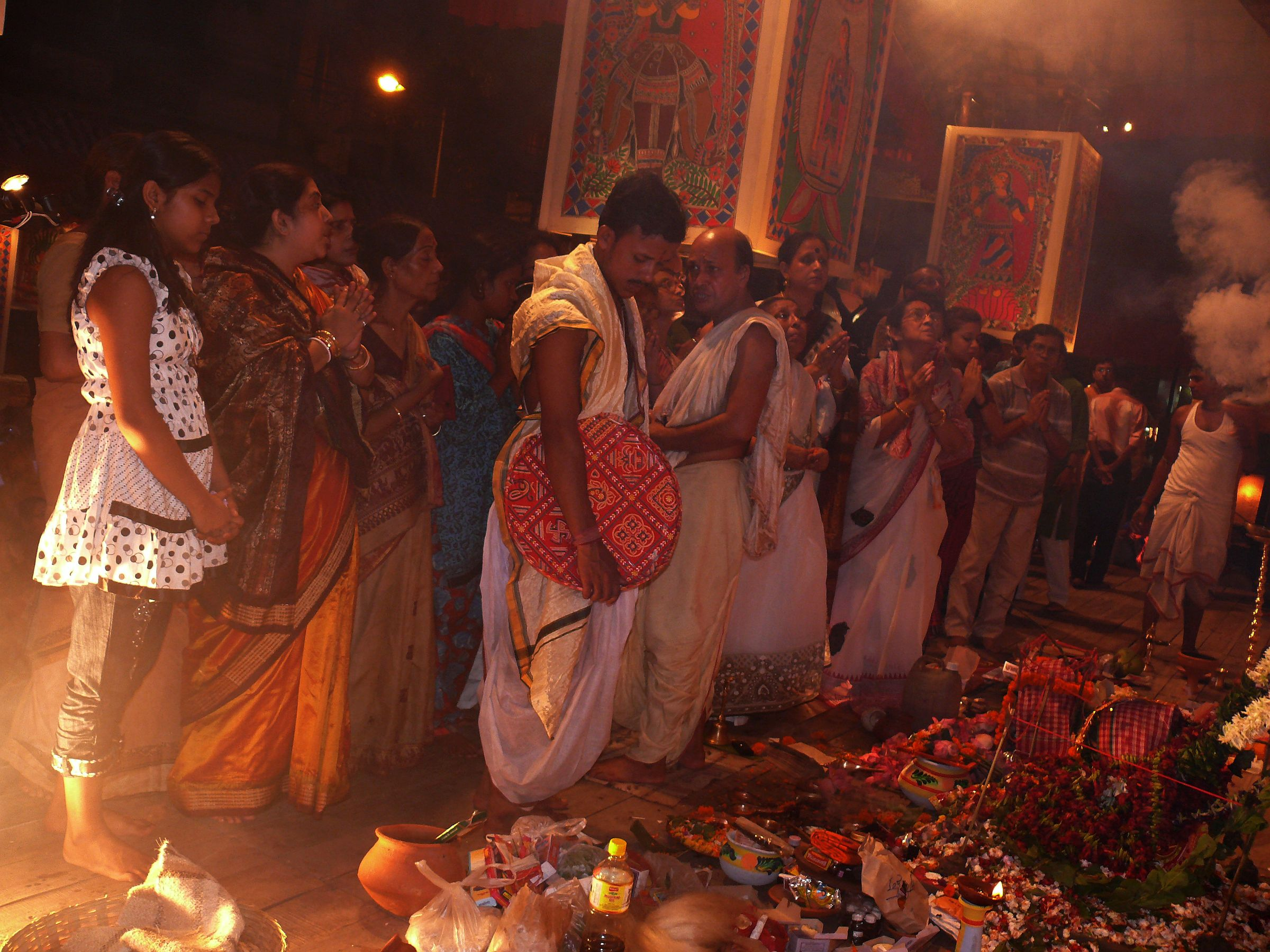
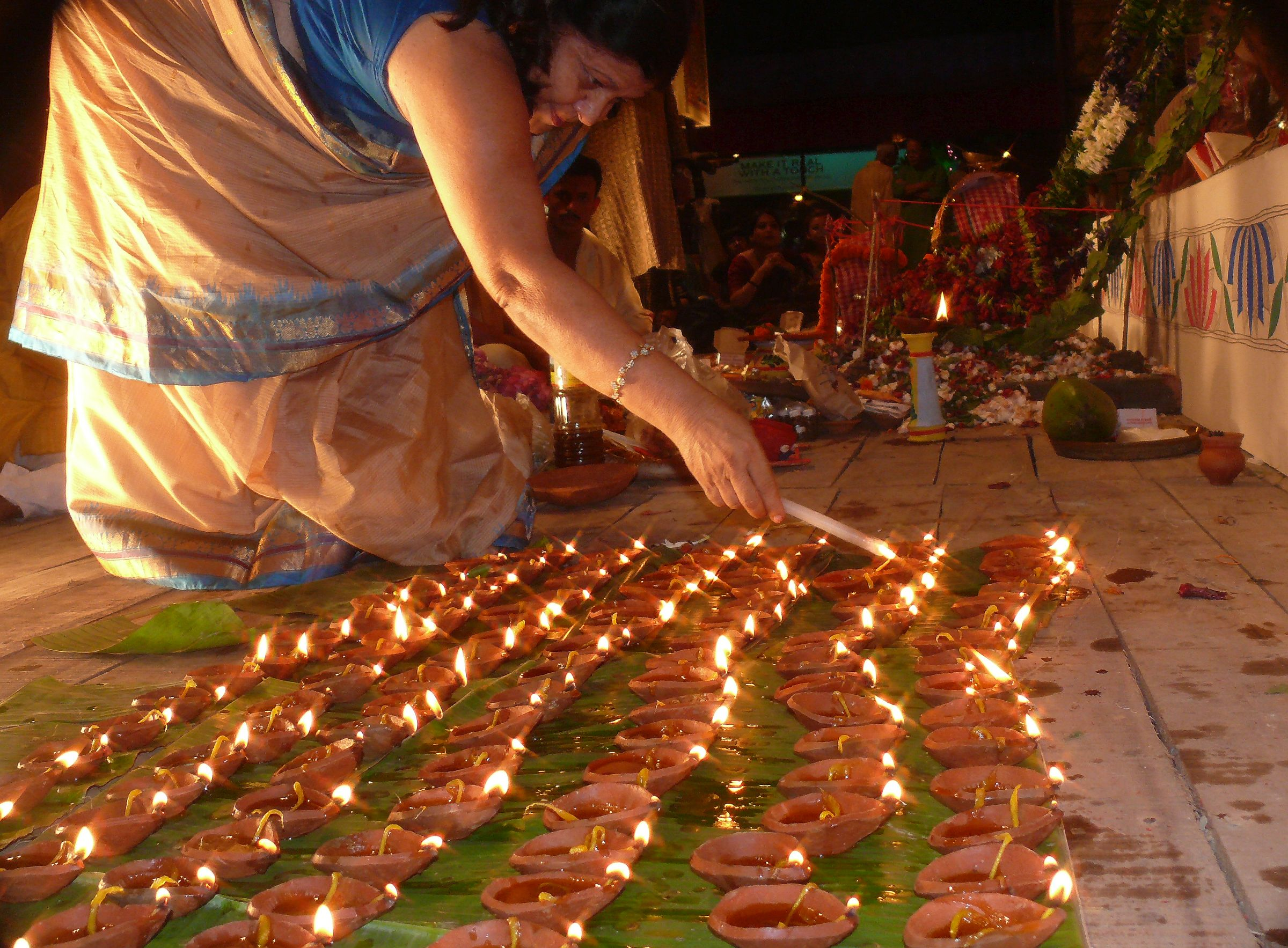
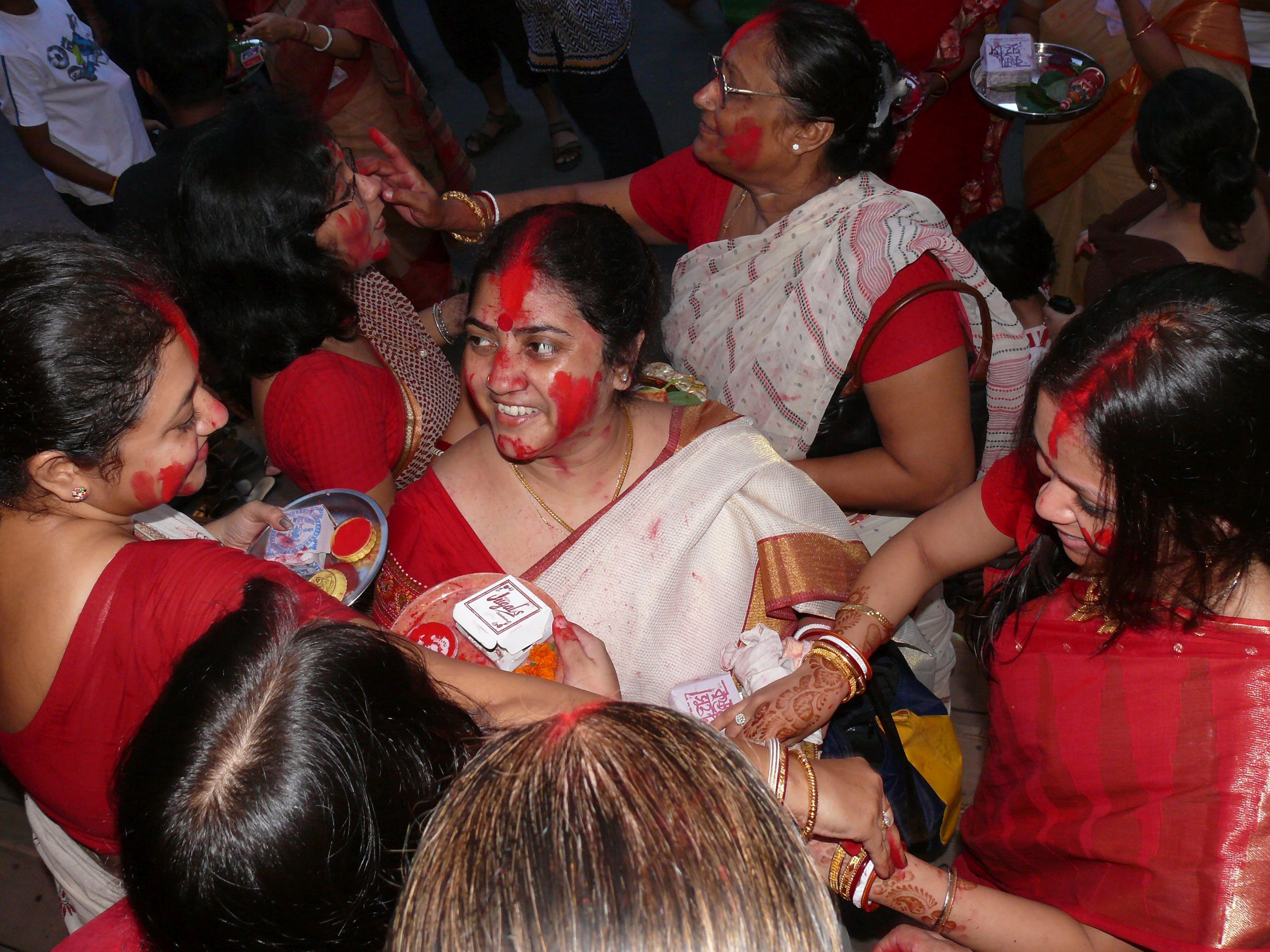
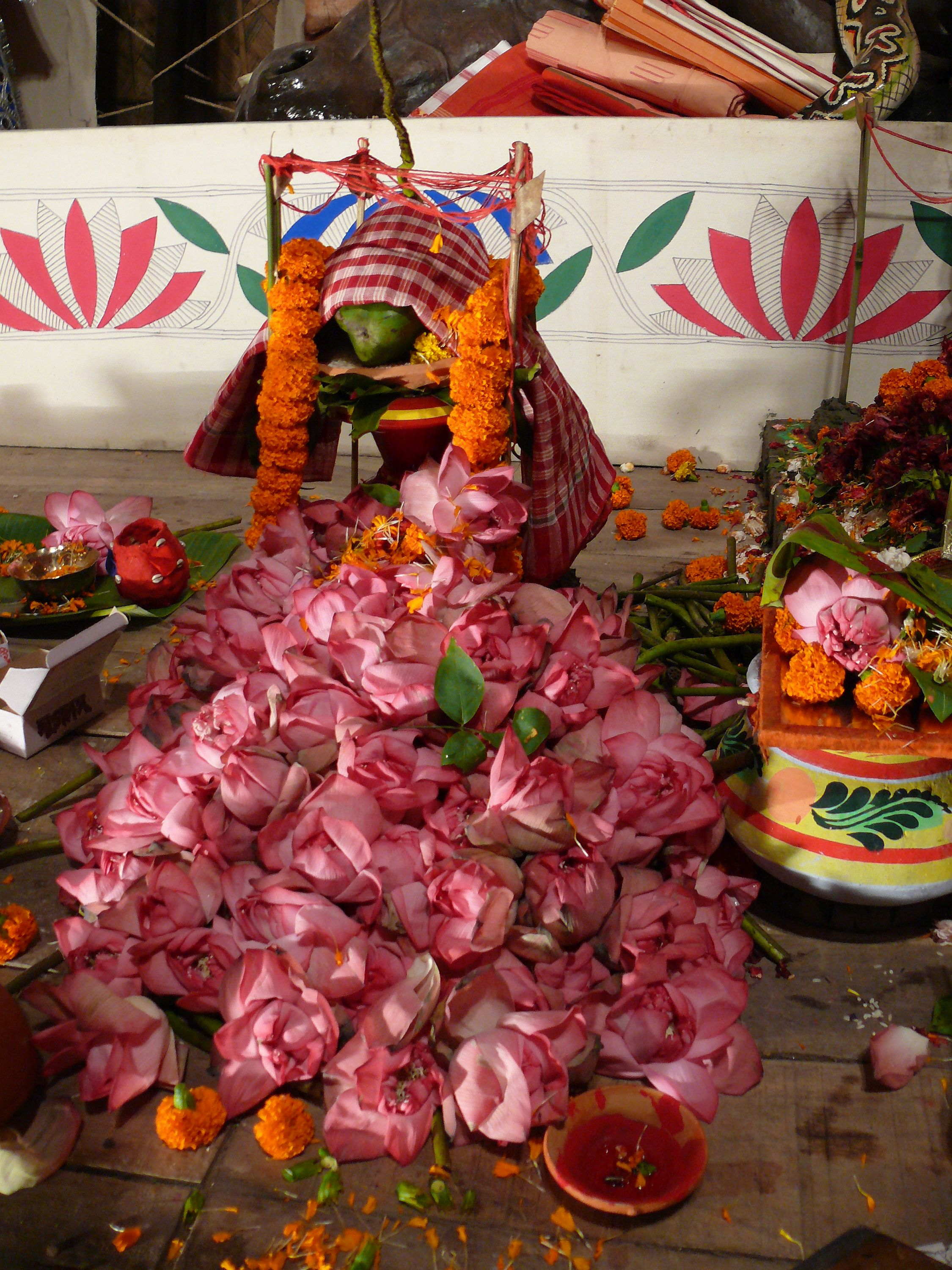
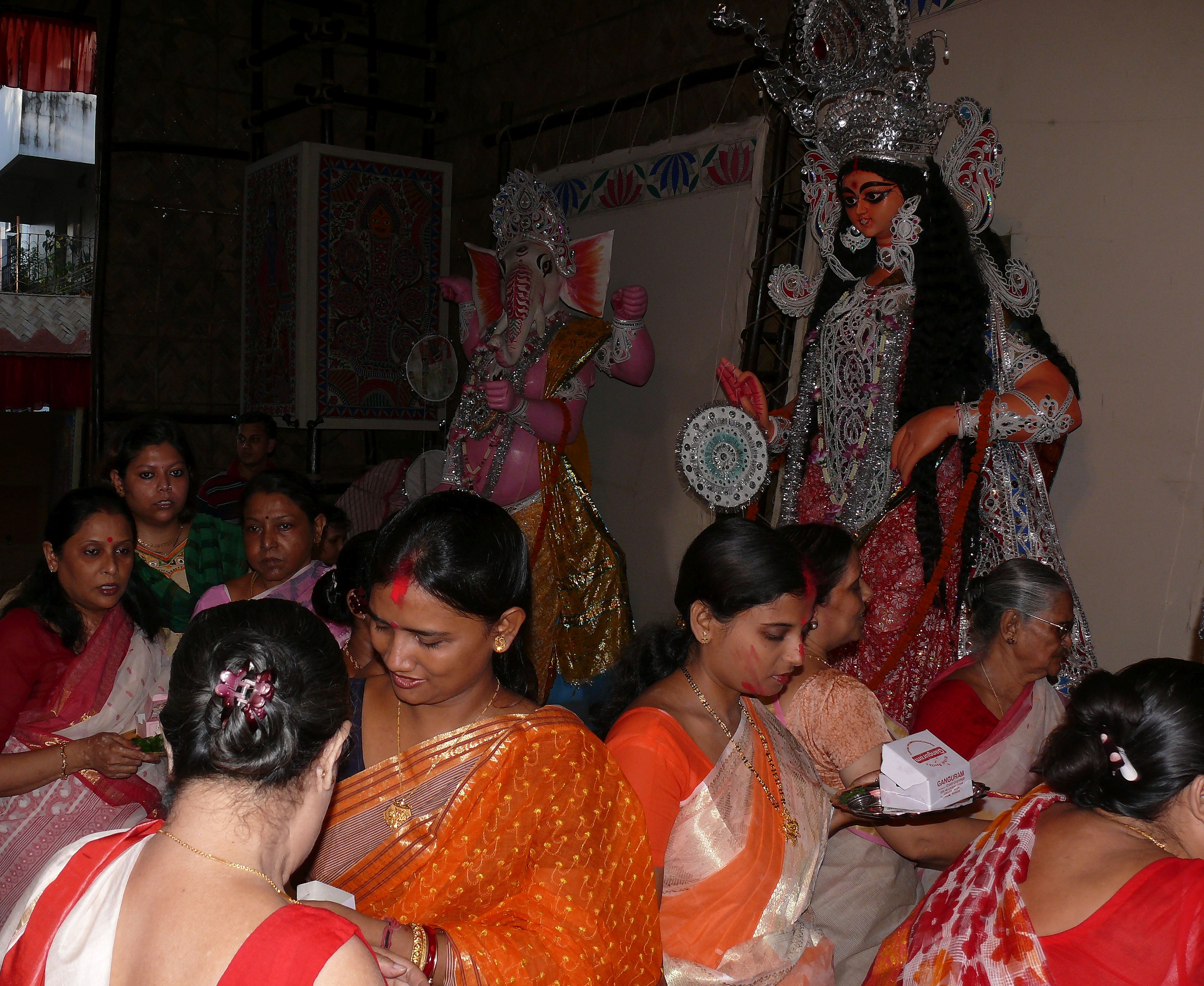